# Microsoft Research

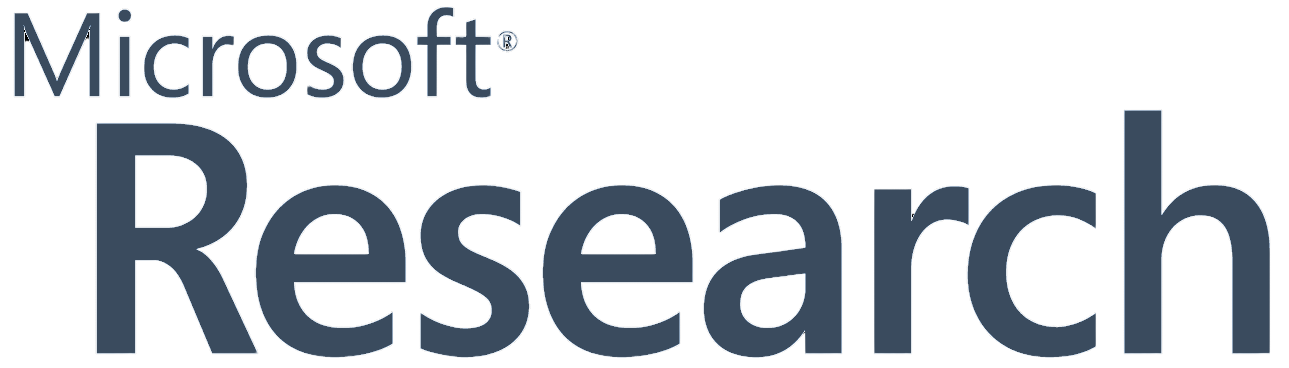

Microsoft Research è la divisione di ricerca di Microsoft.

## Descrizione
È stata fondata nel 1991 con l'intento di migliorare i programmi più avanzati e risolvere complessi problemi del mondo attraverso l'innovazione tecnologica in collaborazione con le università, i governi e i ricercatori dell'industria. Il team di Microsoft Research dà lavoro a più di mille informatici, fisici, ingegneri e matematici, inclusi vincitori del Premio Turing, della Medaglia Fields, del MacArthur Fellows Program e del Premio Dijkstra.
Microsoft Research è guidata dai vicepresidenti aziendali Peter Lee, precedentemente il direttore di uno dei principali uffici tecnici del Defense Advanced Research Projects Agency e capo del Dipartimento di Informatica all'Università Carnegie Mellon, nonché da Jeannette Wing, precedentemente professoressa di informatica all'Università Carnegie Mellon e assistente direttore del Dipartimento della Scienza dei computer e dell'Informazione e dell'Ingegneria al NSF. Lee dirige il settore Nuove Esperienze e Tecnologie (NExT) del Microsoft Research; Wing dirige i principali laboratori dell'organizzazione.
Al 2016 conta più 1000 dipendenti.

### Research areas
Microsoft Research è divisa nelle seguenti ampie sezioni:
- Algoritmi e Teoria della computazione
- Comunicazione e collaborazione
- Linguistica computazionale
- Scienza computazionale
- Visione artificiale
- Sistemi di computer e Reti di Computer
- Data Mining e Gestione Dati
- Scienze economiche e Computazione
- Educazione
- Videogiochi
- Computer grafica e Multimedialità
- Hardware e Sistemi incorporati
- Salute e Benessere
- Interfaccia uomo-macchina
- Apprendimento automatico e Intelligenza artificiale
- Mobile computing
- Computer quantistici
- Ricerca, Recupero delle informazioni e Gestione della conoscenza
- Sicurezza e Privacy
- Social media
- Scienze sociali
- Sviluppo software
- Strumenti e Linguaggi di programmazione
- Riconoscimento vocale, Sintesi vocale e Sistemi di dialogo
- Tecnologie per il Mercato emergente

Microsoft Research sponsorizza il Microsoft Research Fellowship per studenti universitari

### Research laboratories
Microsoft ha diversi laboratori di ricerca nel mondo:
- Microsoft Research Redmond è stato fondato presso il campus Microsoft Redmond nel 1991. Ha circa 350 ricercatori ed è diretto da Eric Jovitz. Il grosso della ricerca al campus Redmond, Washington, è focalizzato su aree di ricerca come teoria, intelligenza artificiale, apprendimento automatico, sistemi operativi e reti, sicurezza, privacy, HCI e tecnologie indossabili.
- Microsoft Research Cambridge è stato fondato nel Regno Unito nel 1997 da Roger Needham ed è diretto da Christopher Bishop. Il laboratorio di Cambridge conduce ricerche sull'informatica di base su una grande varietà di campi incluso autoapprendimento, sicurezza e recupero delle informazioni e mantiene stretti legami con l'Università di Cambridge e i laboratori informatici della stessa.
- Microsoft Research Asia è stato fondato a Pechino nel novembre del 1998. Microsoft Research Asia si è espanso rapidamente ed è cresciuto fino a diventare un laboratorio di ricerca di fama mondiale con più di 230 ricercatori e sviluppatori e più di 300 studenti e ricercatori esterni, che si focalizzano sull'interfaccia utente naturale, prodotti multimediali di prossima generazione, computazione di grandi quantità di dati, ricerca e pubblicità online e fondamenti di informatica.
- Microsoft Research India si trova in Bangalore ed è stato fondato nel gennaio 2005. Il laboratorio conduce ricerche a lungo termine di base ed applicate in differenti settori: crittografia, sicurezza, algoritmi, geografia digitale, mobilità, reti, sistemi, sistemi multilingue, rigorosa ingegneria del software e tecnologie per i mercati emergenti. Microsoft Research India collabora inoltre in maniera estensiva con istituzioni di ricerca e università in India e all'estero per supportare l'innovazione e il progresso scientifico.
- Microsoft Research Station Q si trova presso il campus dell'Università della California, Santa Barbara, ed è stato fondato nel 2005. I collaboratori di Station Q esplorano approcci teorici e sperimentali all'analogo quantistico del bit — il qubit. Il gruppo è guidato dal Dr. Michael Freedman, un noto matematico che ha vinto la prestigiosa Medaglia Fields, il più grande onore tra i matematici.
- Microsoft Research New England è stata fondata nel 2008 in Cambridge, Massachusetts da Jennifer Chayes, adiacente al campus del MIT. Il laboratorio New England è stato costruito con l'impegno di Microsoft per collaborare con la più ampia comunità di ricerca e perseguire nuove ed interdisciplinari aree che uniscano il lavoro di informatici e sociologi in modo da comprendere, modellare e rendere possibili la programmazione e l'esperienza online del futuro.
- Microsoft Research New York City è stata fondata il 3 maggio 2012. Jennifer Chayes lavora come consigliere delegato di questa struttura come anche presso i laboratori New England, i cui ricercatori lavorano in collaborazione. Il laboratorio New York City collabora con università e altri laboratori del Microsoft Research per migliorare le conoscenze in programmazione, scienze comportamentali, economia computazionale e predizioni di mercato, apprendimento automatico e recupero delle informazioni.

### Progetti di ricerca
Questo sono alcuni progetti di ricerca e prodotti che sono stati ideati o mantenuti dai laboratori di Microsoft Research:
- Microsoft Kinect
- Microsoft Bing
- Microsoft Hololens
- Microsoft Translator
- WorldWide Telescope

## Precedenti laboratori di ricerca
- Microsoft Research Silicon Valley,[5] che si trova a Mountain View, California, è stato fondato nell'Agosto 2001 ed è stato chiuso nel settembre 2014. I laboratori di ricerca della Silicon Valley si sono concentrati sul calcolo distribuito, sicurezza e privacy, protocolli, tolleranza di errori, sistemi su larga scala, concorrenza, architettura dei calcolatori, ricerca su internet e servizi e teorie collegate.

## Collaborazioni
Microsoft Research investe in pluriannuali ricerche in collaborazione con istituzioni accademiche presso Barcelona Supercomputing Center, INRIA, Università Carnegie Mellon, Massachusetts Institute of Technology, Sao Paulo Research Foundation (FAPESP), il Microsoft Research Centre for Social NUI Archiviato il 16 settembre 2017 in Internet Archive. e altri.